# 小行星5799
小行星5799（5799 Brewington）是一颗绕太阳运转的小行星，为主小行星带小行星。该小行星于1980年10月9日发现。

## 轨道参数
小行星5799的轨道半长轴为2.6220094 UA，离心率为0.172。